# Càstor (camarlenc)
Càstor (en llatí Castor) era el camarlenc i conseller confident de l'emperador romà Septimi Sever. Com que era el més important dels cortesans, Caracal·la sospitava d'ell i li tenia odi i va provar de matar-lo d'amagat, però va fracassar. Quan va pujar al tron el va fer matar immediatament.